# M1 (телеканал, Украина)
M1 — украинский общенациональный музыкально-развлекательный телеканал. Это первый музыкальный канал на Украине, который транслирует клипы в режиме караоке. Входит в медиахолдинг «StarLightMedia» (50%) и «ТАВР Медиа» (50%).
Зрительское ядро «M1» — люди в возрасте 14-25 лет. Телеканал занимает 42 % общей доли музыкальных каналов Украины.

## История
Телеканал «M1» вышел в эфир 27 декабря 2001 года. С 1 февраля 2002 года телеканал осуществляет спутниковое вещание.
С 2004 по 2009 год на телеканале впервые в Украине транслировались мультсериалы «Симпсоны» и «Футурама», адаптированные к украинской аудитории.
В разные годы в эфире «M1» транслировались престижные мировые шоу: Каннский кинофестиваль (2009), American Music Awards (2009), Грэмми (2012), Victoria’s Secret Fashion Show (2012), BRIT Awards (2013).
Также телеканал транслирует музыкальные и другие масштабные события Украины: «Таврийские игры» (укр. «Таврійські ігри»), Ukrainian Fashion Week, «Черноморские игры» (укр. Чорноморські ігри»), «Большая свадьба» от «Русское Радио Украина» и другие.
С 1 ноября 2014 года телеканал вместе с родственным телеканалом «М2» вещает в формате 16:9.
В 2015 году телеканалом «M1» была основана музыкальная премия «M1 Music Awards». Премия направлена на определение выдающихся достижений в музыкальной индустрии и признание личного вклада в развитие украинского шоу-бизнеса.
С 7 ноября 2019 года, вместе с родственным телеканалом «M2», «M1» вещает в формате высокой чёткости (HD) в кабельных и IPTV сетях (Ланет и MEGOGO).
В декабре 2019 года доля «M1» составила 1,14 % с рейтингом 0,16 % (по данным Индустриального Телевизионного Комитета, аудитория 18-54, города 50 тыс.+, 14-е место среди украинских каналов).
После начала военного вторжения России на Украину телеканал прекратил трансляцию русскоязычных клипов в эфире, а с 1 марта 2022 по 1 апреля 2023 года наполнение эфира составляли только украиноязычные песни.

### Руководство
- Сергей Перцев — Генеральный директор канала[22]
- Нателла Чхартишвили-Зацаринная — Генеральный продюсер

## Проекты телеканала
- Министерство премьер (укр. Міністерство прем’єр)
- Червона Рута
- Ежедневное Show з Сергеем Алексеичем и Милой Еремеевой (укр. Щоденне Show з Сергєєм Алєксєічем і Мілою Єремєєвою)
- Время любить с Виталием Козловским (укр. Час кохати з Віталієм Козловським)
- Weekend Show
- Top Tik Tok
- Webкамера
- M1 TOP 10
- Instagram chart
- Лучшие кумы Украины (укр. Найкращі куми України, ранее — Лучшие клипы недели, укр. Найкращі кліпи тижня)
- Хитовая дюжина
- M1 Music Awards

## Ведущие
- Денис Жупник
- Галина Завийская
- TARABAROVA
- Nikita Lomakin
- Виталий Козловский
- СолоХа
- Сергей Алексеич
- Ольга Цибульская
- Мила Еремеева
- Андрей Черновол
- Маша Виноградова
- Виктория Батуи

В разные годы, на «M1» ведущими были Кузьма Скрябин, дуэты Время и Стекло, Потап и Настя, а также Алёна Винницкая, Валерий Харчишин, Александр Положинский, Оля Горбачёва и другие.

## Награды
- 2003 — проект «Tvій формат: Скрябін» был отмечен наградой «Телетриумф» в номинации «Музыка на телевидении»[26]
- 2004 — проект «Tvій формат: Океан Ельзи» был отмечен наградой «Телетриумф» в номинации «Развлекательная (музыкальная/юмористическая) программа»[27]
- 2004 — графическая заставка «М1» была награждена премией «Телетриумф», в номинации «Теледизайн (графическое оформление телеканала/программы)»[27]
- 2005 — ведущая «М1» Василиса Фролова победила в номинации «Ведущий развлекательной программы», премии «Телетриумф»[28]
- 2005 — продюсер «M1» Валентин Коваль победил в номинации «Продюсер», премии «Телетриумф»[28]
- 2011 — графическая заставка «Кровь с молоком» (укр. «Кров з молоком») была награждена премией «Телетриумф», в номинации «Телевизионный дизайн (ID) канала»[29][30][31]
- 2011 — программа «Свежая кровь от Djuice на M1» (укр. «Свіжа кров від Djuice на M1») была отмечена наградой «Телетриумф» в номинации «Музыкальная программа. Популярная музыка»[31]
- 2012 — проект «10 лет первые» (укр. «10 років перші») был отмечен наградой «Телетриумф» в номинации «Музыкальная программа/фильм»[32]
- 2012 — графическая заставка «Музыка повсюду» (укр. «Музика всюди») была награждена премией «Телетриумф», в номинации «Телевизионный дизайн (ID) канала»[33]
- 2013 — проект «Брюссель» был награждён премией «Телетриумф» в номинации «Музыкальная программа/фильм»[34]